# 이희성 (1988년)
이희성(李熙星, 1988년 3월 9일 ~ )은 KBO 리그 전 LG 트윈스의 투수이다.

## 넥센 히어로즈시절
2011년에 입단하였다. 1군에 오르지 못하고 방출되었다.

## 고양 원더스시절
고양 원더스로 옮겨 김성근 감독의 손을 거쳤다.

## LG 트윈스시절
LG 트윈스의 부름을 받아 이적하여 고양 원더스 선수 중 최초로 프로에 이적한 선수가 되었고 그 해 1군에도 처음 올라왔다.

## 출신 학교
- 칠성초등학교
- 경상중학교
- 대구고등학교
- 성균관대학교